# Armand Frappier
Pour les articles homonymes, voir Frappier.
Armand Frappier est un médecin et microbiologiste québécois né le 26 novembre 1904 à Salaberry-de-Valleyfield et mort le 17 décembre 1991 à Montréal.
Professeur au département de bactériologie de l'Université de Montréal de 1933 à 1963, il s'est spécialisé dans la lutte contre les maladies infectieuses. Fondateur de l'Institut de microbiologie et d'hygiène de Montréal, devenu aujourd’hui l'INRS – Institut Armand-Frappier, il a notamment mis au point des vaccins contre la tuberculose, la variole et la poliomyélite.
Surnommé « le  Louis Pasteur des Canadiens français », par son action dans le monde de la recherche et de l'enseignement, avec une poignée de ses contemporains, Armand Frappier est vu comme l'un des bâtisseurs de la communauté scientifique québécoise au 20e siècle.

## Biographie

### Enfance
Armand Frappier vient au monde à Salaberry-de-Valleyfield, dans une famille « modestement à l'aise ». Il est le fils aîné d'Arthur-Alexis Frappier (1871-1929), un éducateur et directeur d'école, et de Bernadette Codebecq (1883-1923), une ancienne institutrice. Comptant huit enfants, la famille Frappier est un milieu où la curiosité et la créativité sont fortement développés. Cette créativité se manifeste à travers le goût pour la musique. Le père Frappier joue de plusieurs instruments, notamment du piano, de l'orgue et de la contrebasse, en plus de s'adonner au chant. Grâce à ses talents multiples, il devient maître de chapelle et organiste à la cathédrale de Salaberry-de-Valleyfield en 1907. Grâce à son père, durant l'enfance, Armand Frappier apprend le violon – un instrument dont il jouera toute sa vie.
Son enfance se déroule dans un milieu ravagé par les maladies infectieuses, alors très répandues au Québec et ailleurs en Amérique du Nord. À cette époque, les maladies telles que la coqueluche, la diphtérie, la rougeole, la méningite et la scarlatine frappent durement les personnes plus fragiles, en particulier les jeunes enfants. La famille Frappier connaît sa première victime en 1912 lorsque Paul, l'un des petits frères d'Armand, meurt à la suite d'une méningite à l'âge d'à peine deux ans. Ces morts d'enfants deviennent si fréquentes qu'elles mènent à l'apparition de « petits corbillards blancs » – des véhicules conçus spécialement pour transporter les corps des enfants emportés par ces maladies.
La tuberculose est également répandue. En 1923, la mère d'Armand Frappier contracte une « tuberculose pulmonaire "galopante" » (aiguë) et meurt trois mois plus tard, à l'âge de 40 ans. Cette mort est un drame pour la famille. Armand, qui n'a alors que 19 ans, est profondément bouleversé par la disparition de sa mère. Toutefois, cet événement le convainc de choisir sa voie : la médecine.

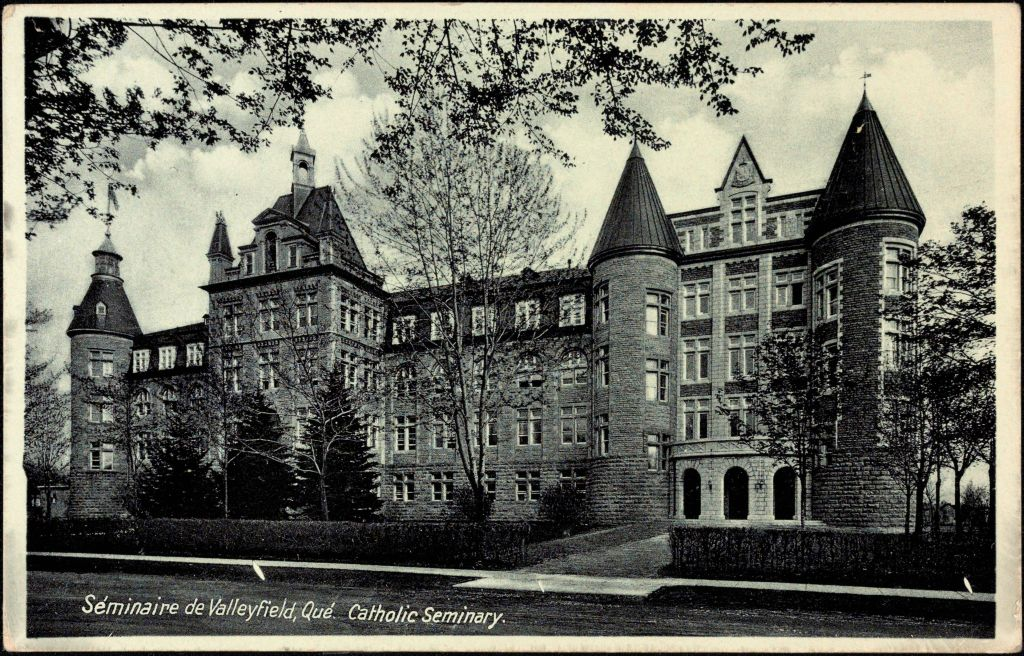
Armand Frappier fait son cours classique au Séminaire de Valleyfield.

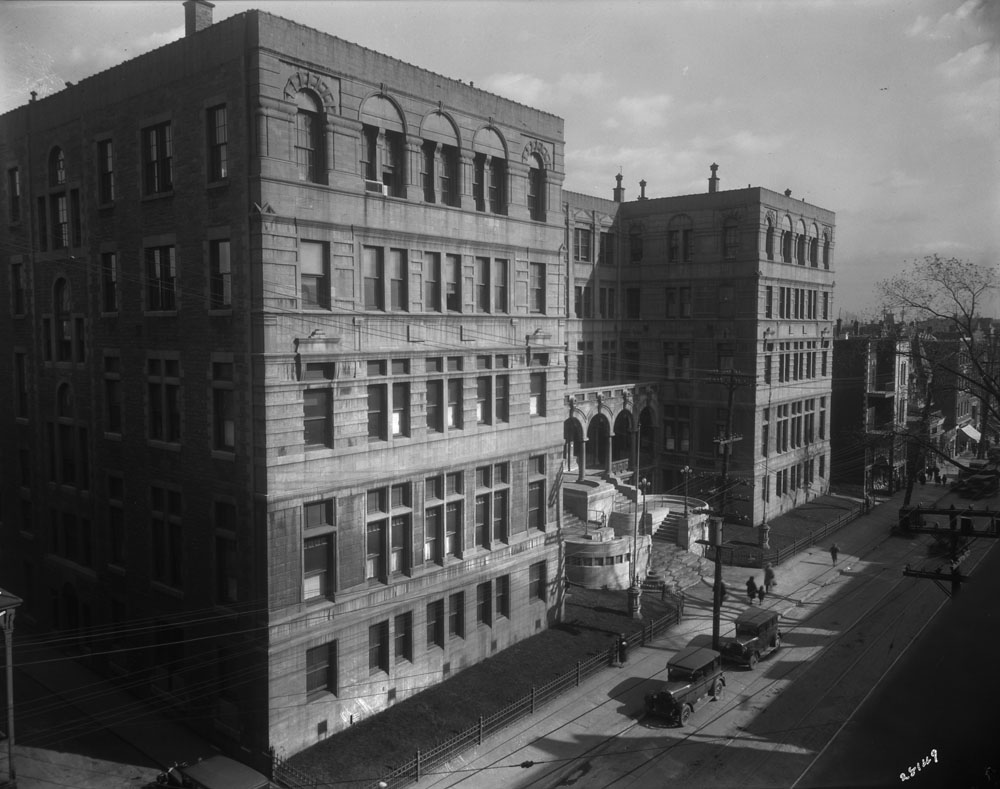
Il étudie à l'Université de Montréal (à l'époque dans le Quartier latin, sur la rue Saint-Denis) de 1924 à 1930.

### Formation

#### Université de Montréal
Finissant du Séminaire de Valleyfield où il étudie aux côtés du futur juriste et professeur Maximilien Caron, Armand Frappier est admis à la Faculté de médecine de l'Université de Montréal à l'automne 1924. Afin de subvenir à ses besoins, durant ses études, il décide de jouer de la musique. Avec cinq autres étudiants en médecine générale et en médecine dentaire, Frappier forme un petit orchestre nommé Les Carabins. L'ensemble se produit durant cinq ans le midi dans des restaurants sur la rue Saint-Denis et dans les environs (près du campus de l'Université de Montréal, à l'époque située dans le Quartier latin), notamment au restaurant Kerhulu et Odiau et au restaurant du magasin Dupuis Frères.
Durant ses études, Armand Frappier s'oriente vers la recherche plutôt que la pratique. Dans ce contexte, il développe un grand intérêt pour la chimie. Doué en cette matière, il est choisi par l'un de ses professeurs (le Dr Baril) comme préparateur et démonstrateur en cours de chimie, et devient également assistant-chimiste dans les laboratoires de deux hôpitaux voisins de l'Université de Montréal, l'Hôtel-Dieu et l'hôpital Saint-Luc. En 1930, après avoir perdu brusquement sa sœur Marguerite (1928) et son père (1929), il obtient son doctorat en médecine de l'Université de Montréal,.

#### Boursier de la Fondation Rockefeller
Devenu médecin, Armand Frappier décide de compléter une licence ès sciences en 1931. Dans le but de poursuivre sa lutte contre la tuberculose, avec l'aide du doyen de la Faculté de médecine Télesphore Parizeau, il obtient une bourse de la Fondation Rockefeller pour étudier la microbiologie aux États-Unis. Pendant un an et demi, il séjourne dans des grands laboratoires de New York, d'Albany et de Rochester, dans l'État de New York (dont la Faculté de médecine et son hôpital affilié, le Strong Memorial Hospital, était à cette époque l'une des institutions les mieux cotées de l'Amérique) ainsi qu'au laboratoire de recherche du Sanatorium Trudeau dans les Adirondacks.

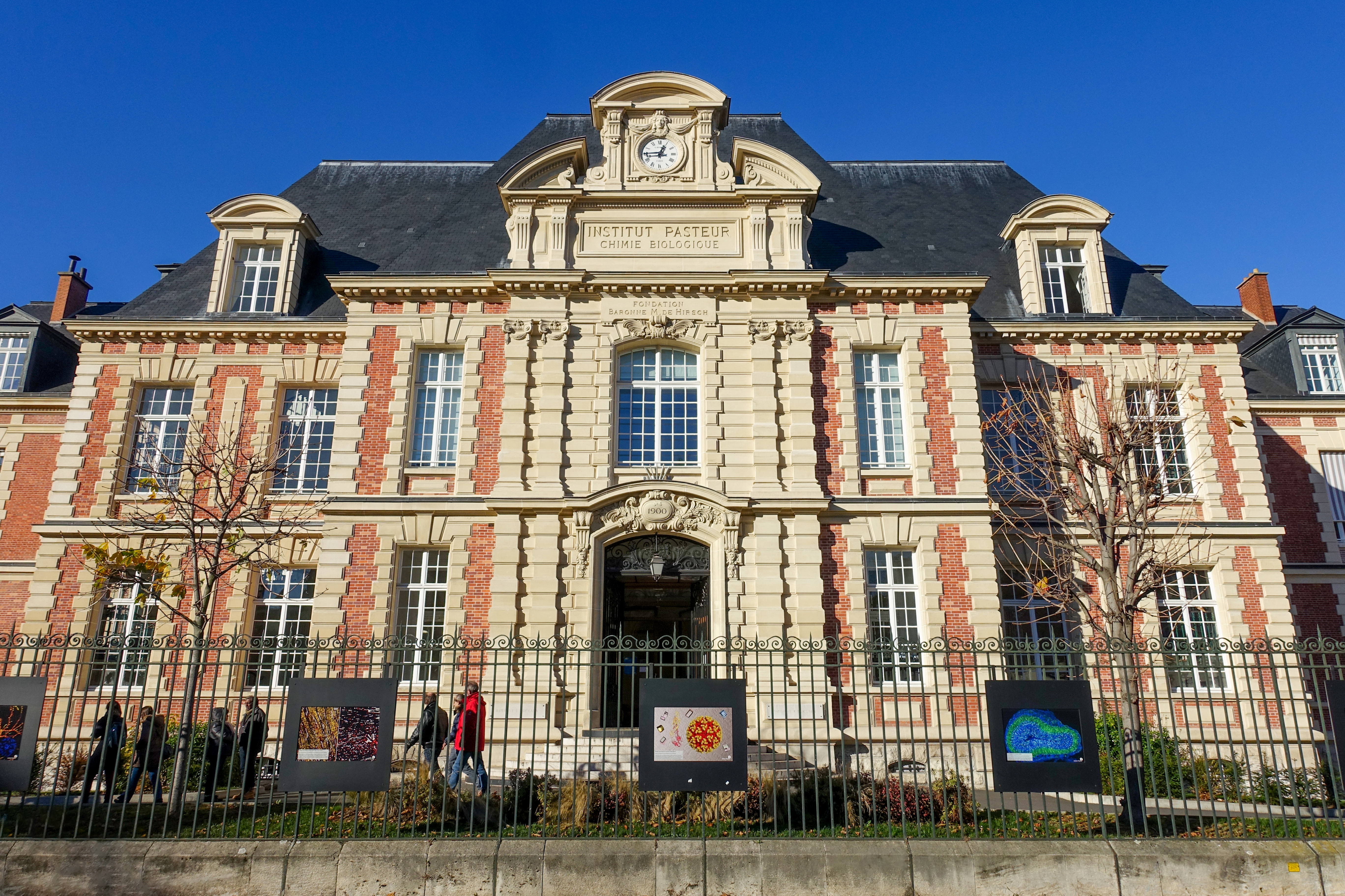
À Paris, il est accueilli par les chercheurs de l'Institut Pasteur.

#### Institut Pasteur de Paris et BCG
Cette expérience le confronte aux réalités de la recherche scientifique. Notamment, Frappier se bute à l'opposition farouche de ses confrères américains contre l'emploi du Bilié Calmette-Guérin (BCG, un vaccin contre la tuberculose chez les bovins) mis au point en 1908 par deux chercheurs de l'Institut Pasteur de Paris. L'innocuité du vaccin est déjà établie à cette époque (depuis 1924) dans des expériences menées par Calmette et Guérin sur des nouveau-nés d'une crèche parisienne. Cette efficacité a notamment mené à son utilisation à petite échelle sur l'humain, dès 1926 à Montréal, avec les efforts du professeur A. Pettit et du Dr J. Beaudoin de la Faculté de médecine de l'Université de Montréal. Toutefois, malgré ces preuves, les opposants au BCG en Amérique demeurent très nombreux. Un professeur de l'Université McGill ira même jusqu'à traiter de « criminel » Armand Frappier pour vouloir « préparer et administrer un vaccin vivant » à des malades,.
Toutefois, Frappier fait face à une situation urgente. En 1925, le taux de mortalité par tuberculose chez au Canada était de 82,5 par 100 000 personnes,. Au Québec, l'une des régions les plus durement touchées par cette maladie, le taux de mortalité était de plus de 125 par 100 000 personnes (soit 3 300 morts par tuberculose chaque année) et le nombre de nouveaux cas connus annuels était évalué à « au moins dix fois plus ». Les sanatoriums étaient peu nombreux et plus de la moitié des patients tuberculeux mouraient en l'espace de 5 ans.
Déterminé à apporter une solution rapide à ce problème, à la fin d'octobre 1932, Armand Frappier quitte donc les États-Unis et se rend en France, à Paris, pour rencontrer les deux chercheurs à l'origine du BCG : Albert Calmette et Camille Guérin. Accueilli chaleureusement par ses confrères français, en moins de trois mois, Frappier apprend d'eux la technique du BCG, un vaccin fragile et difficile à produire car vivant.

### Organisation du Département de bactériologie à l'Université de Montréal
Au début de 1933, Armand Frappier est rentré au Québec avec une souche « vivante mais atténuée » (donc assez affaiblie pour ne pas causer de maladie) du BCG afin d'en fabriquer de nouvelles doses à Montréal. Devenu professeur au Département de bactériologie de l'Université de Montréal, il se retrouve avec la tâche de développer son département, tant pour l'enseignement que la recherche, et produire sur une base régulière – une fois par semaine – le BCG.
Toutefois, après avoir connu les laboratoires américains et l'Institut Pasteur, le professeur constate l'ampleur du manque de ressources de son institution. À cette époque, l'enseignement de la bactériologie était limité aux étudiants en médecine. Il n'y avait pas suffisamment de personnel qualifié pour enseigner aux deuxième et troisième cycles, ni pour former des techniciens, des assistants ou des experts pour les diagnostics ou les besoins du gouvernement. Enfin, le contexte difficile de la Grande Dépression coupait les vivres aux universités québécoises et les empêchait d'offrir de véritables carrières scientifiques, en microbiologie et dans d'autres disciplines.
Dans ces conditions d'isolement et de grande pauvreté, mais animé par le désir de développer sa science, Armand Frappier constitue autour de lui « l'une des premières » vraies équipes de recherche scientifique du Québec, « comptant non seulement des médecins, mais également des biochimistes, des pharmaciens et des vétérinaires ».
Grâce au recrutement d'autres collègues, Armand Frappier développe son département petit à petit, en créant un certificat de bactériologie, en augmentant du nombre de cours, en ouvrant l'enseignement en microbiologie au deuxième et au troisième cycles, et enfin en introduisant des non-médecins comme professeurs et étudiants en microbiologie. Malgré des laboratoires précaires, tout en travaillant à la Faculté de médecine et à l'hôpital Saint-Luc, Frappier et son équipe réussissent à produire (en plus du BCG) des vaccins contre la variole, le tétanos et la diphtérie.
En 1937, il retourne brièvement à l'Institut Pasteur afin d'étudier les applications de l'immunologie et des anatoxines.

### Institut de microbiologie et d'hygiène de l'Université de Montréal (IMHUM)

#### Création de l'Institut
Durant les années 1930, le Québec est aux prises avec de graves problèmes de santé publique. La crise économique ayant engendré une vague de chômage sans précédent, la population se retrouve exposée à de sérieux problèmes d'hygiène. Des maladies contagieuses se répandent et l'intervention des pouvoirs publics devient urgente.
C'est dans ce contexte qu'Armand Frappier décide de mettre sur pied un nouvel institut de recherche. S'inspirant de l'Institut Pasteur de Paris, Frappier poursuit une double mission : « créer un établissement de recherche dont une section serait spécialisée dans la production des vaccins et sérums utilisés par la Santé publique » et constituer sur place « un noyau d'experts, de chercheurs et de techniciens qui se trouveraient ainsi constamment à la disposition de la Santé publique en qualité de conseillers ».
Afin de mettre sur pied ce nouvel établissement, Armand Frappier entre en relation avec des proches du gouvernement du Québec de l'époque, dont le journaliste Louis Dupire, éditorialiste en chef du Devoir, Armand Dupuis, secrétaire-trésorier de Dupuis Frères, et le Dr Georges Préfontaine, professeur au département de biologie de l'Université de Montréal. Grâce à eux, il réussit finalement à obtenir une audience avec le premier ministre du Québec, Maurice Duplessis.
À cette époque, le gouvernement du Québec dépensait plus de 350 000 $ par année en vaccins et produits biologiques provenant de différents laboratoires canadiens et américains. Au lieu de continuer à s'approvisionner ainsi auprès des autres, le Dr Frappier propose de créer non pas une simple compagnie pharmaceutique, mais un institut qui permettrait au Québec de fabriquer lui-même ses vaccins et de développer en même temps sa propre expertise microbiologique (comme le faisaient déjà de petits pays, comme la Norvège, la Belgique et le Danemark). Cet argument réussit à convaincre le premier ministre Duplessis, qui offre au Dr Frappier une subvention de 75 000 $ (une somme équivalente à 1 578 631 $ en 2023).
Ainsi naît en octobre 1938 l'Institut de microbiologie et d'hygiène de Montréal,.

#### Réalisations

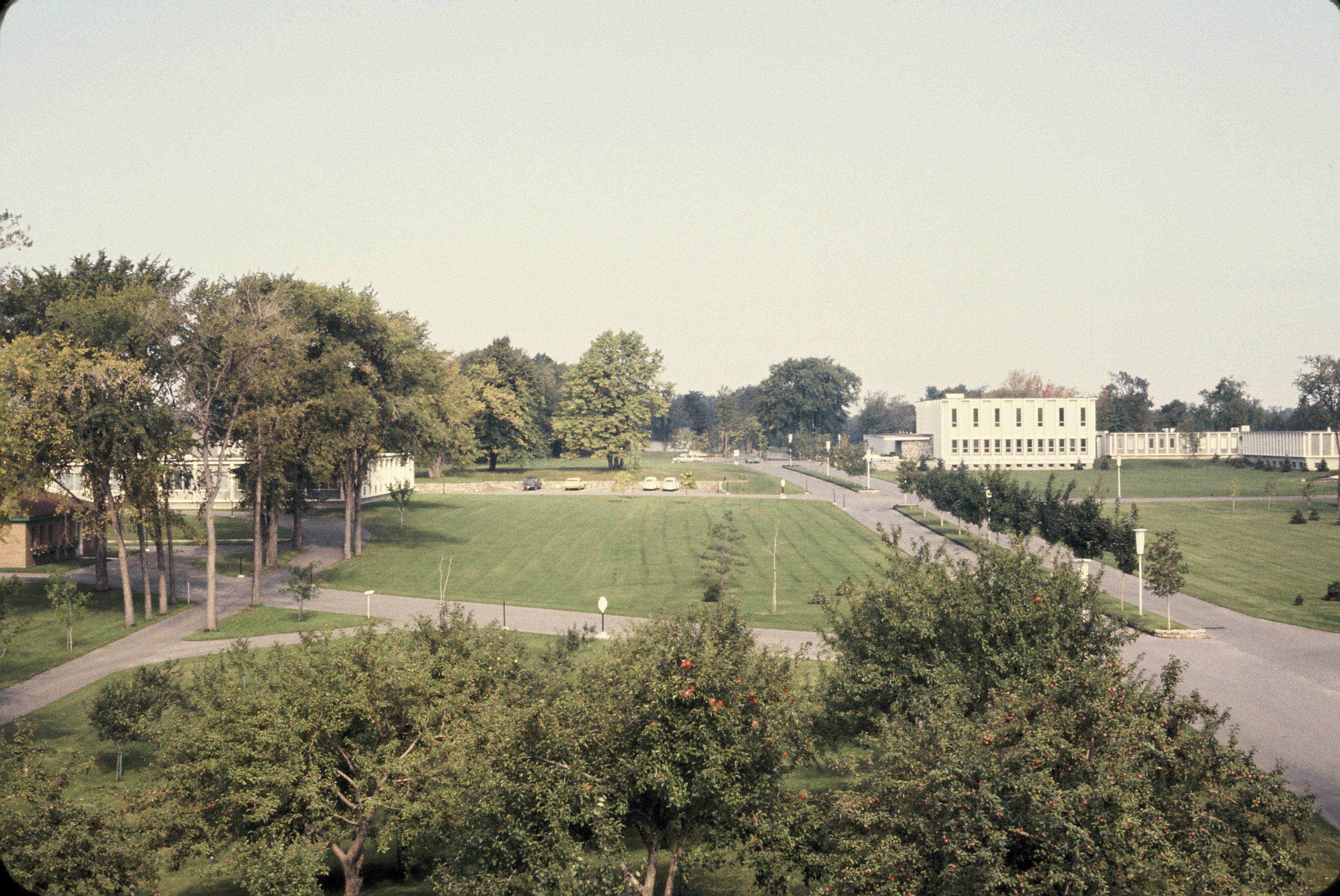
Le campus de l'Institut de microbiologie et d'hygiène de l'Université de Montréal à Laval-des-rapides.

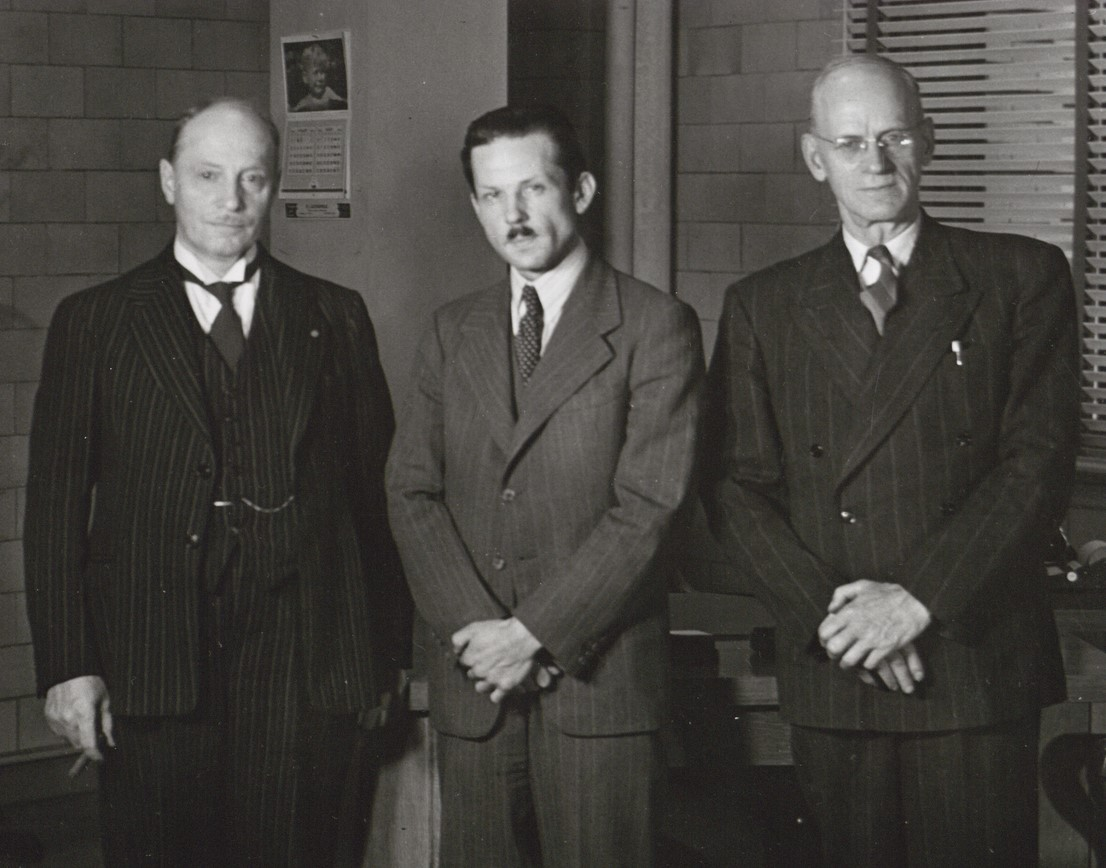
De gauche à droite : Albiny Paquette (ministre de la Santé), Armand Frappier et Arthur Lapierre (directeur du ministère de la Santé pour la région de Montréal) en 1944.

L'Institut connaît un développement rapide dès ses premières années. En 1939, il fait l'acquisition d'une ferme située à Laval-des-Rapides (Laval), à l'est du pont Lachapelle près de la future autoroute des Laurentides. Sur cette propriété de 143 acres sont érigés les premiers bâtiments pour accueillir les grands animaux (chevaux, veaux, etc.) devant servir à la fabrication des vaccins.
Alors que la Seconde Guerre mondiale fait rage, en 1941-1942, l'Institut emménage dans le nouveau campus de l'Université de Montréal sur le mont Royal, conçu par l'architecte Ernest Cormier. Rebaptisé Institut de microbiologie et d'hygiène de l'Université de Montréal (IMHUM), l'établissement met au point des vaccins et des anatoxines (dont des vaccins contre la diphtérie, la typhoïde et la variole) pour la première fois au Québec.
Afin de soutenir l'effort de guerre, en 1943, l'IMHUM et également sur pied (en collaboration avec la Croix-Rouge et le gouvernement canadien) un service de production de sérum normal humain (un dérivé du sang permettant de réaliser des transfusions d'urgence) lyophilisé (séché à froid, sous vide). Au total, le service produit plus de 150 000 unités de sérum destinées aux soldats des forces alliées. Ces efforts constituent l'une des premières initiatives dans le domaine de la lyophilisation à grande échelle en Amérique du Nord,.
Après la guerre, en 1945, l'IMHUM fonde l'École d'hygiène de l'Université de Montréal. Il s'agit alors de la seule de langue française au monde, attirant des experts de partout et contribuant au développement du savoir en français. Fort de son expertise en matière de vaccination, à partir de 1949, l'Institut mène la première campagne de vaccination systématique par le BCG en Amérique du Nord. Grâce à cette production, l'IMHUM est devenu l'un des premiers et rares laboratoires à produire du BCG pour l'étude clinique de l'immunothérapie du cancer.
Les efforts se poursuivent en 1951 avec le développement (en collaboration avec le Dr Laszlo Kato) d'un bacille contre la lèpre, faisant de l'IMHUM l'un des seuls laboratoires au monde à se consacrer à l'étude de cette maladie,. L'année suivante, l'Institut construit un nouveau laboratoire moderne pour produire un vaccin contre la variole. En 1953, un caveau moderne et un nouveau laboratoire sont également construits, cette fois dans le but de traiter les placentas humains récoltés en vue d'extraire la gamma-globuline servant à la prévention ou au traitement de maladies comme la rougeole et la poliomyélite. Enfin, en 1954, l'Institut reçoit une subvention de 1 500 000 $ du gouvernement du Québec pour ouvrir de nouveaux laboratoires afin de produire le vaccin Salk contre la poliomyélite.

#### Déménagement de l'IMHUM
Au début des années 1960, les laboratoires de l'Institut quittent le campus du mont Royal pour de nouvelles installations au campus de Laval-des-Rapides.

En 1963, l'Institut construit un grand laboratoire de production de vaccins viraux qui sera plus tard transformé en laboratoire de production du vaccin contre la grippe. Selon Armand Frappier, celui-ci est « l'un des plus importants laboratoires du genre au monde », avec un équipement permettant de produire « des millions de doses de trois virus grippaux différents dans l'espace d'au plus quatre mois après la réception de la formule des virus estimée pour l'année suivante émise par les laboratoires fédéraux d'Atlanta aux États-Unis ».

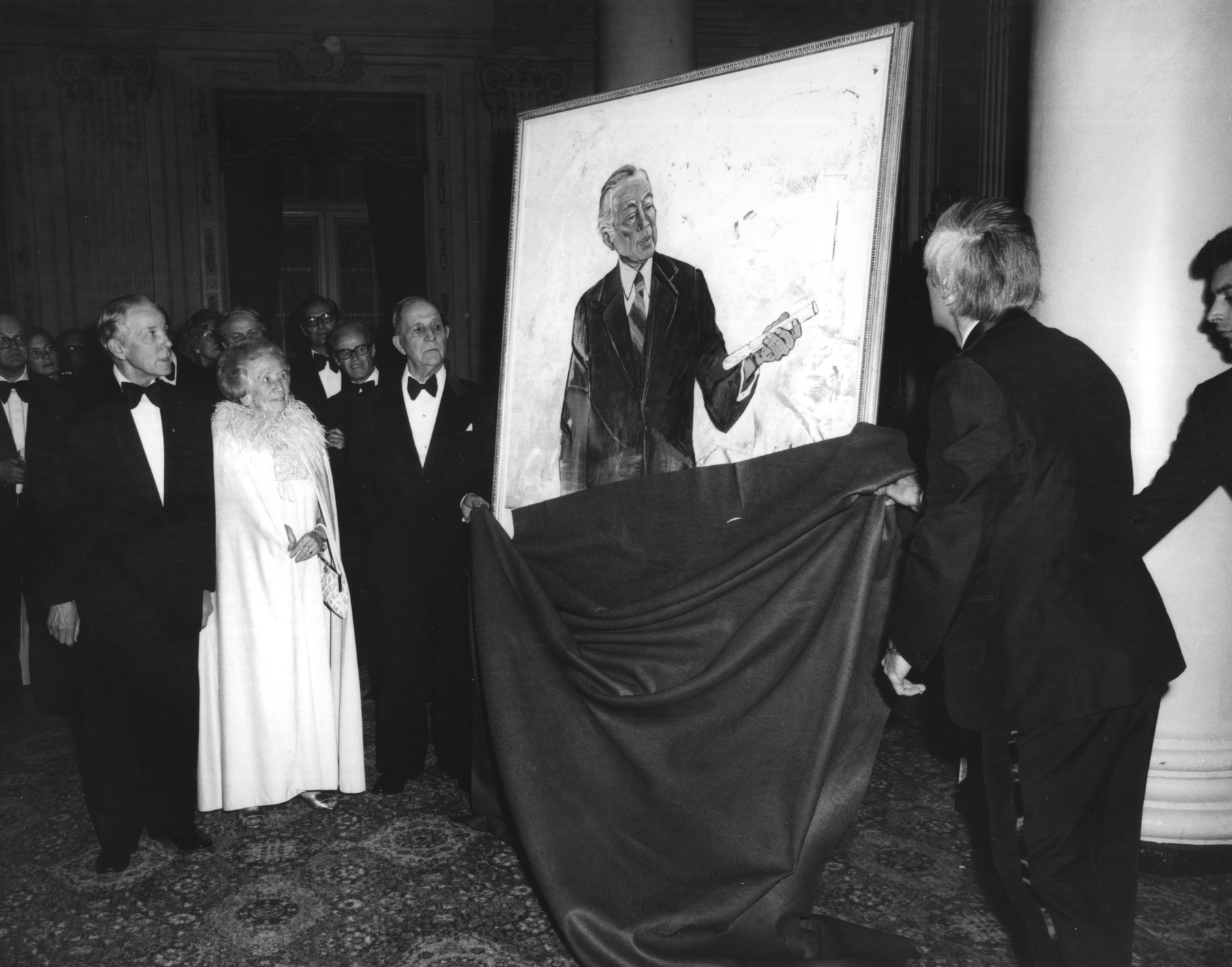
Banquet de retraite du Dr Frappier à l'Hôtel Windsor de Montréal en 1975.

#### Intégration à l'Université du Québec (UQ)
À partir de 1970, le Département de bactériologie de l'Université de Montréal devient selon Frappier « l'un des plus importants des universités canadiennes». Toutefois, par décision du gouvernement du Québec, l'Institut se voit intégré au réseau de l’Université du Québec en 1972.
En 1974, Armand Frappier décide de quitter la direction de son Institut, tout en continuant à y jouer un rôle en tant que conseiller et consultant. L'année suivante, l'IMHUM est rebaptisé Institut Armand-Frappier. Sa mission est alors orientée sur six axes de développement reliés à la médecine préventive, humaine et vétérinaire.

### L'Institut devient le Centre Armand-Frappier Santé Biotechnologie
Dans les années 1980 toutefois, Armand Frappier se montre très critique face au changement d'orientation de l'institut portant son nom. Il dénonce notamment la vente de ses composantes commerciales à des intérêts commerciaux privés, délaissant peu à peu le modèle Pasteur d'origine cherchant à marier la production et la recherche,.
En 1998, l’Institut Armand-Frappier devient l’un des centres de recherche de l’Institut national de la recherche scientifique (INRS), un établissement public consacré à l'enseignement et à la recherche aux cycles supérieurs, et qui fait également partie du réseau de l'Université du Québec. Alors renommé Centre Armand-Frappier Santé Biotechnologie, l'institution créée par le Dr Frappier sera le premier établissement nord-américain à joindre le Réseau international des Instituts Pasteur en 2005.

## Héritage
À titre de précurseur dans son domaine et d'humaniste, le Dr Frappier a laissé de nombreux héritages dans différentes sphères de sa discipline.

### Médecine et santé publique
Pionnier de la recherche en médecine préventive et thérapeutique, Armand Frappier est l'un des premiers chercheurs d'Amérique du Nord à avoir confirmé l'efficacité du vaccin BCG contre la tuberculose. Ses travaux et activités au sein de nombreux organismes nationaux et internationaux lui ont permis de contribuer de manière exceptionnelle à la lutte contre les maladies infectieuses,,.

### Prix Armand-Frappier
Depuis 1993, le gouvernement du Québec décerne le prix Armand-Frappier, récompensant une personne faisant carrière en recherche et ayant contribué au développement d’une institution de recherche, ou s'étant consacrée à l’administration ou à la promotion de la recherche, tout en favorisant la relève scientifique et en suscitant l’intérêt de la population pour la science et la technologie.

## Vie personnelle
En 1929, Armand Frappier épouse Thérèse Ostiguy, fille d’un marchand de fourrures et d’une jeune femme de Salaberry-de-Valleyfield. Le couple a eu quatre enfants : Lise, Monique, Michelle et Paul.
Lise Frappier (1930-1999) a épousé le Dr André Davignon, cardiologue et pédiatre, et suivi les traces de son père dans le domaine de la santé publique. Elle a également fait carrière dans le monde de la recherche médicale et a réussi à démontrer que le BCG avait un effet de protection contre la leucémie chez les enfants et à établir une méthodologie pour ce type d’étude épidémiologique.

## Distinctions
- 1942 - Médaille de la Croix-Rouge canadienne décernée à Armand Frappier et à son équipe pour leurs efforts de guerre
- 1945 - Membre honoraire de la Croix-Rouge canadienne
- 1946 - OBE : Officier de l'Ordre de l'Empire britannique
- 1948 - Médaille de l'Institut Pasteur
- 1950 - Membre correspondant de la Société médicale des hôpitaux de Paris
- 1952 - Membre correspondant de l'Instituto Brasiliero Para Investigaçao de Tuberculose (du Brésil)
- 1953 - Membre correspondant étranger de l'Académie nationale de médecine de France
- 1953 - Membre du Comité d'honneur du VIIe Congrès international de microbiologie, tenu à Stockholm
- 1954 - Prix Urgel-Archambault (décerné par l'Association francophone pour le savoir)
- 1957 - Officier de l'Académie nationale de médecine de France, avec palmes
- 1959 - Fellow de la Royal Society of Medicine de Londres et de l’American Public Health Association
- 1963 - Médaille de Notre-Dame de Paris, à l'occasion du VIIIe Centenaire de Paris (1163-1963)
- 1964 - Doctorat honorifique de l'Université de Paris
- 1969 - Médaille commémorative du 50e anniversaire de l'Institut national d'hygiène de Varsovie
- 1969 - Compagnon de l'Ordre du Canada
- 1970 - Membre honoraire de la Société médicale de la Pologne
- 1970 - Prix de l'œuvre scientifique de l'Association des médecins de langue française du Canada, honneur attribué à un médecin canadien et francophone pour l'ensemble de son œuvre scientifique, avec une bourse de 5 000 $
- 1970 - Médaille de l'Académie nationale de médecine de France, à l'occasion du cinquantenaire de l'organisme (1920-1970)
- 1971 - Prix John Toy de l'Académie des sciences de l'Institut de France
- 1971 - Doctorat honorifique de l'Université Laval (de Québec)
- 1972 - Prix de la SCM/Roche Diagnostics, pour contribution exceptionnelle à la microbiologie
- 1973 - Prix au mérite de la Fondation Jean-Louis Lévesque

- 1976 - Doctorat honorifique de l'Université de Montréal
- 1977 - Membre correspondant étranger de l'Académie nationale de médecine de Paris
- 1977 - Médaille du 25e anniversaire de règne[Quoi ?] de la reine Élisabeth II du Royaume-Uni (1952-1977)
- 1977 - Médaille du 60e anniversaire de la Faculté de médecine de Cracovie (Pologne) (1917-1977)
- 1977 - Doctorat honoris causa de l'Académie de médecine Nicolas Copernic de Cracovie (Pologne)
- 1977 - Médaille du 50e anniversaire de la Société polonaise des microbiologistes (1927-1977)
- 1978 - Nommé Grand Montréalais
- 1978 - Doctorat honorifique de l'Université du Québec
- 1979 - Prix Marie-Victorin
- 1985 - Grand officier de l'Ordre national du Québec
- 1989 - Doctorat honorifique de l'Université McGill (de Montréal)
- 1991 - Trophée Méritas de la Chambre de commerce de Laval (en la Ville de Laval où est situé l'Institut)
- 1991 - Lauréat de l’Académie des grands Montérégiens[61],[62],[63]

### Titres posthumes
- 1993 - Citoyen honoraire de Salaberry-de-Valleyfield
- 1993 - Membre de la Société royale du Canada
- 1996 - Membre d’honneur de la Société française de microbiologie
- 1998 - Médaille Frédéric Newton Gisborne Starr de l’Association médicale canadienne[64]

## Hommages
- 1975 - L'institut (IMHM) prend le nom de Institut Armand-Frappier (IAF)
- 1992 - Création du Musée de la santé Armand-Frappier, un centre d’interprétation des biosciences ouvert au public, par Lise Frappier-Davignon (1930-1999), médecin épidémiologiste et fille aînée d'Armand Frappier
- 1994 - Création du Prix Armand-Frappier, par le gouvernement du Québec
- 2000 - Un timbre est émis par la Société canadienne des Postes, inspiré d'une photo d'Armand Frappier vers 1940.
- 2012 - Entrée d'Armand Frappier au Temple de la renommée médicale canadienne[65]

## Citation
- « La volonté de prévenir la maladie n'a pas pour seul objet l'individu et son milieu immédiat. La santé n'a pas de frontière nationale. »[62]